# Rohoznice (Hradec Králové)
Rohoznice é uma comuna checa localizada na região de Hradec Králové, distrito de Jičín‎.